# Ture Janson
Ture (Thure) Johan Ludvig Janson, ursprungligen Jansson, född 5 februari 1886 i Åbo, död 24 december 1954 i Mariefred, var en finlandssvensk författare och journalist.
Ture Janson föddes som son till stenlitografen Frans Janson och Bertha Schylander. Janson blev student 1905, verkade senare som journalist i Helsingfors och från 1929 i Stockholm. Hans journalistiska karriär inleddes tidigt, där han arbetade som biträdande redaktör för Arbetaren mellan 1906 och 1907 samt Social-Demokraten(fi) från 1907 till 1908. Han blev chefredaktör för Folktribunen(fi) och var även ledamot i det socialdemokratiska förbundets styrelse. Från 1909 arbetade han på Hufvudstadsbladet och hade senare positioner på Dagens Tidning(fi) och Svensk Tidningen. Janson flyttade till Sverige 1929, där han blev en uppskattad kåsör i Aftonbladet under signaturen Blåman.
Som författare i tillspetsad kåsörstil tecknade Janson interiörer och stämningar ur Helsingforslivet. Bland hans verk märks novellsamlingarna Knock me down (1914), Journalisten Bergman (1915), Clown utan mask (1924), diktsamlingen Mitt Helsingfors (1913) samt den resonerande Boken om Helsingfors (1926). I noveller och smärre romaner belyste han svårigheterna att hävda personlighetens rätt  och humanitetens krav i hård och oroliga tider. Motsättningen mellan individen och tidsandan satte Janson ofta i samband med problemet om Sveriges förhållande till det svenska Finland. Detta problem skymtade bland annat i debutboken Inga Medmänniskor (1911) och återkom i De ensamma svenskarna (1916), i Far till son (1922), som även behandlade ålandsfrågan, samt i skådespelet Sveaborg (1928). Indivien, som uppställer krav mot sitt yrkes fordringar, skildras i Verkligheten (1923) och Vänskapsbyn (1926). Humanitetskravet dominerar novellsamlingen Jag är en konung (1930). 
Janson mottog statspriset för litteratur flera gånger; åren 1913, 1914, 1923, och 1930.